# Lucien Hinge
Lucien Hinge là một cầu thủ người Vanuatu chơi ở vị trí hậu vệ.